# Liste der Naturdenkmale in Meersburg
| Naturdenkmale | Anzahl |
| ------------- | ------ |
| FND           | 3      |
| END           | 2      |
| Gesamt        | 5      |

Die Liste der Naturdenkmale in Meersburg nennt die verordneten Naturdenkmale (ND) der im baden-württembergischen Bodenseekreis liegenden Stadt Meersburg. In Meersburg gibt es insgesamt 5 als Naturdenkmal geschützte Objekte, davon 3 flächenhafte Naturdenkmale (FND) und 2 Einzelgebilde-Naturdenkmale (END).
Stand: 1. November 2016.

## Flächenhafte Naturdenkmale (FND)
| Name                         | Bild | Kennung     | Einzelheiten | Position | Fläche Hektar | Datum         |
| ---------------------------- | ---- | ----------- | ------------ | -------- | ------------- | ------------- |
| Gehautobel (Molasseschlucht) |      | 84350360005 | Meersburg    | ⊙        | 0,5           | 1. Juni 1971  |
| Lichtenwiese                 |      | 84350360001 | Meersburg    | ⊙        | 4,9           |               |
| Rallentobel                  | BW   | 84350360008 | Meersburg    | ⊙        | 0,7           | 23. Jan. 1985 |
| Legende für Naturdenkmal     |      |             |              |          |               |               |

## Einzelgebilde (END)
| Name                          | Bild | Kennung     | Einzelheiten | Position | Fläche Hektar | Datum        |
| ----------------------------- | ---- | ----------- | ------------ | -------- | ------------- | ------------ |
| 1 Eibe                        |      | 84350360004 | Meersburg    | ???      | 0,0           | 1. Juni 1971 |
| 4 Trauerweiden beim Strandbad |      | 84350360006 | Meersburg    | ???      | 0,0           |              |
| Legende für Naturdenkmal      |      |             |              |          |               |              |